# Маріо Рівіллос
Маріо Рівіллос Пласа (ісп. Mario Rivillos Plaza; нар. 13 грудня 1989) — іспанський футзаліст.

## Кар'єра

### Клубна
Влітку 2012 року був придбаний «Інтером», за який виступав протягом п'яти років, ставши одним із головних героїв переможного циклу «зелено-білих». У 2017 році, через кілька місяців після виграшу Кубка УЄФА, він перебрався в «Барселону».

### Міжнародна
У 2008 році він брав участь зі збірною до 21 року в першому та єдиному розіграші чемпіонату Європи. Хороші виступи у футболці «Інтера» переконали тренера Венансіо Лопеса в 2016 році викликати його до головної збірної на Чемпіонати світу та Європи того року. Перемігши в другому змаганні, Рівіллос вперше став чемпіоном континенту.